# Manfreda variegata
Manfreda variegata är en sparrisväxtart som först beskrevs av Georg Albano von Jacobi, och fick sitt nu gällande namn av Joseph Nelson Rose. Manfreda variegata ingår i släktet Manfreda och familjen sparrisväxter. Inga underarter finns listade i Catalogue of Life.